# Dettmannsdorf
Dettmannsdorf – gmina w Niemczech, wchodząca w skład urzędu Recknitz-Trebeltal w powiecie Vorpommern-Rügen, w kraju związkowym Meklemburgia-Pomorze Przednie.